# براندنر إي-300
براندنر إي-300 (بالإنجليزية: Brandner E-300)‏ كان محرك نفاث توربيني مصري الصنع، وضع لطائرة حلوان 300 المقاتلة الخفيفة.

## التطوير
المهندس النمساوي فرديناند براندنر، الذي كان عمل في الاتحاد السوفيتي وهو سجين على تطوير المحرك المروحي التوربيني من نوع كوزنيتسوف إن كيه-12 (Kuznetsov NK-12)، والذي يدفع قاذفة القنابل من طراز توبوليف تو-95، انتقل إلى مصر لقيادة فريق لتصميم محرك لتشغيل الطائرة المقاتلة حلوان 300 والتي كان يجري تصميمها في نفس الوقت من قبل فريق من ألماني بقيادة ويلي مسرشميت.
خضع المحرك الجديد لاختبارات في عام 1963، ورحلة اختبار تحت جناح طائرة أنتونوف أن-12، قبل أن يتم تثبيتها في طائرة «هال إتش إف-24 ماروت» (HAL HF-24 Marut) لاختبار السرعة العالية، وبأي شكل طارت بتاريخ 29 مارس 1967. تم تركيب محرك إي-300 في ثالث نموذج لطائرة حلوان 300 (أول طائرتين كانت تدفع بمحركات من بريستول سايدلي أورفيوس)، وطار مرة واحدة على الأقل وبنجاح، ولكن تم التخلي عن برنامج حلوان 300 في مايو 1969.

## المتغيرات
E-300-A
النسخة العسكرية HA-300
E-300-C1
النسخة المدنية من (E-300-A)، والمقترح لمشروع 206 لانتاج طائرة خطوط جوية بثلاثة محركات.
E-300-C2
النسخة النمو المقترحة من (E-300-C1).
E-300-AF
مشروع لتطوير المروحة التوربينية.

## مواصفات
البيانات من Jane's All The World's Aircraft 1969-70

#### الخصائص العامة
- النوع: محرك نفاث عنفي مع حارق لاحق
- الطول: 4,300 مم (169.3 بوصة)
- القطر: 840 مم (33 بوصة)
- الوزن جاف: 860 كغ (1,896 رطل)

#### المكونات
- الضاغط: nine-stage ضاغط محوري
- الاحتراق: can-annular combustion chamber
- عنفة: two-stage axial turbine

#### أداء
- أقصى دفع: 32.4كيلو نيوتن (6,275 lbf) جاف, 47.2 كيلو نيوتن (10,582 lbf) مع تسخين
- نسبة الضغط الكلي: 6:1
- نسبة الطاقة إلى الوزن: 3.310 جاف، 5.581 مع تسخين

## Bibliography
- Taylor, John W. R. Jane's All The World's Aircraft 1969-70. London:Jane's Yearbooks, 1969.

## وصلات خارجية
قالب:EGAO aircraft